# 久木山亮
久木山 亮（くぎやま りょう、1955年1月3日 - ）は、鹿児島県出身の元プロ野球選手（投手）。

## 来歴・人物
川内実業高等学校では、1972年の夏の県予選、準々決勝で名門・鹿児島商工に0-2で惜敗。
ともに入団した中島弘美と並ぶ九州高校球界指折りのサウスポー。内角のストレートと落差の大きいカーブで、1972年の公式戦12試合に平均11個の三振を奪っていた。
1972年のドラフト会議で太平洋クラブライオンズから4位で指名され入団。一軍出場のないまま、1974年限りで自由契約となり引退した。

## 詳細情報

### 年度別投手成績
- 一軍公式戦出場なし

### 背番号
- 40 （1973年 - 1974年）